# Gempenturm
Der Gempenturm ist ein Aussichtsturm auf dem Gempenplateau in der Gemeinde Gempen im Kanton Solothurn.
Der Stahlfachwerkturm verfügt über fünf Etagen und wurde 1897 erbaut. 
Über 115 Treppenstufen erreicht man die Aussichtsplattform in 28 Meter Höhe. Sie bietet eine Aussicht ins Baselbiet, das Elsass und die Vogesen, Basel und den Schwarzwald und ist dadurch ein beliebtes Ausflugsziel. Unten beim Eingang befindet sich ein Drehkreuz, der Zutritt zum Turm kostet einen Franken. Von der nächstgelegenen Bushaltestelle (Gempen Steinacker) ist der Turm in rund 25 Minuten zu Fuss zu erreichen.

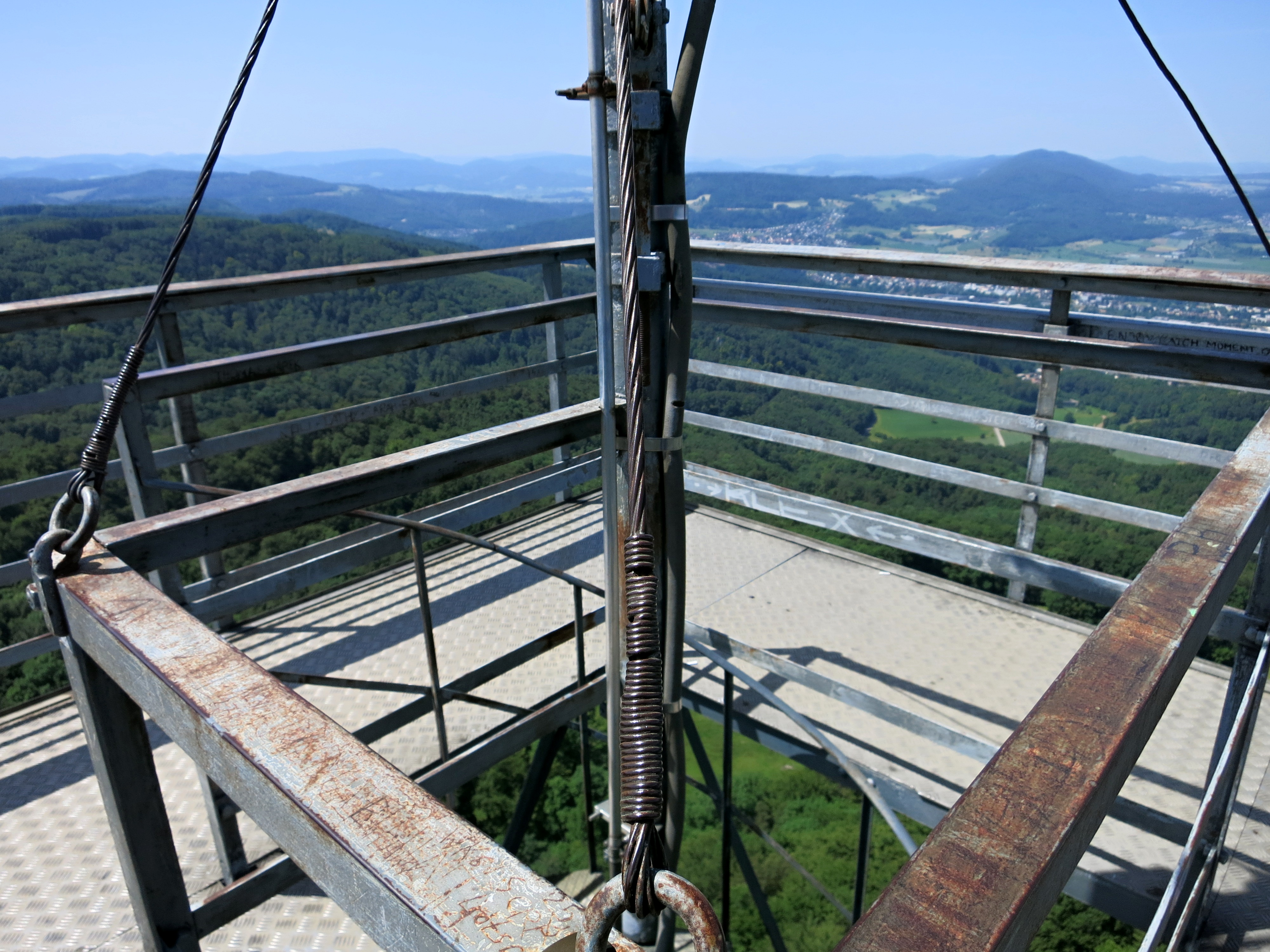
Aussichtsplattform
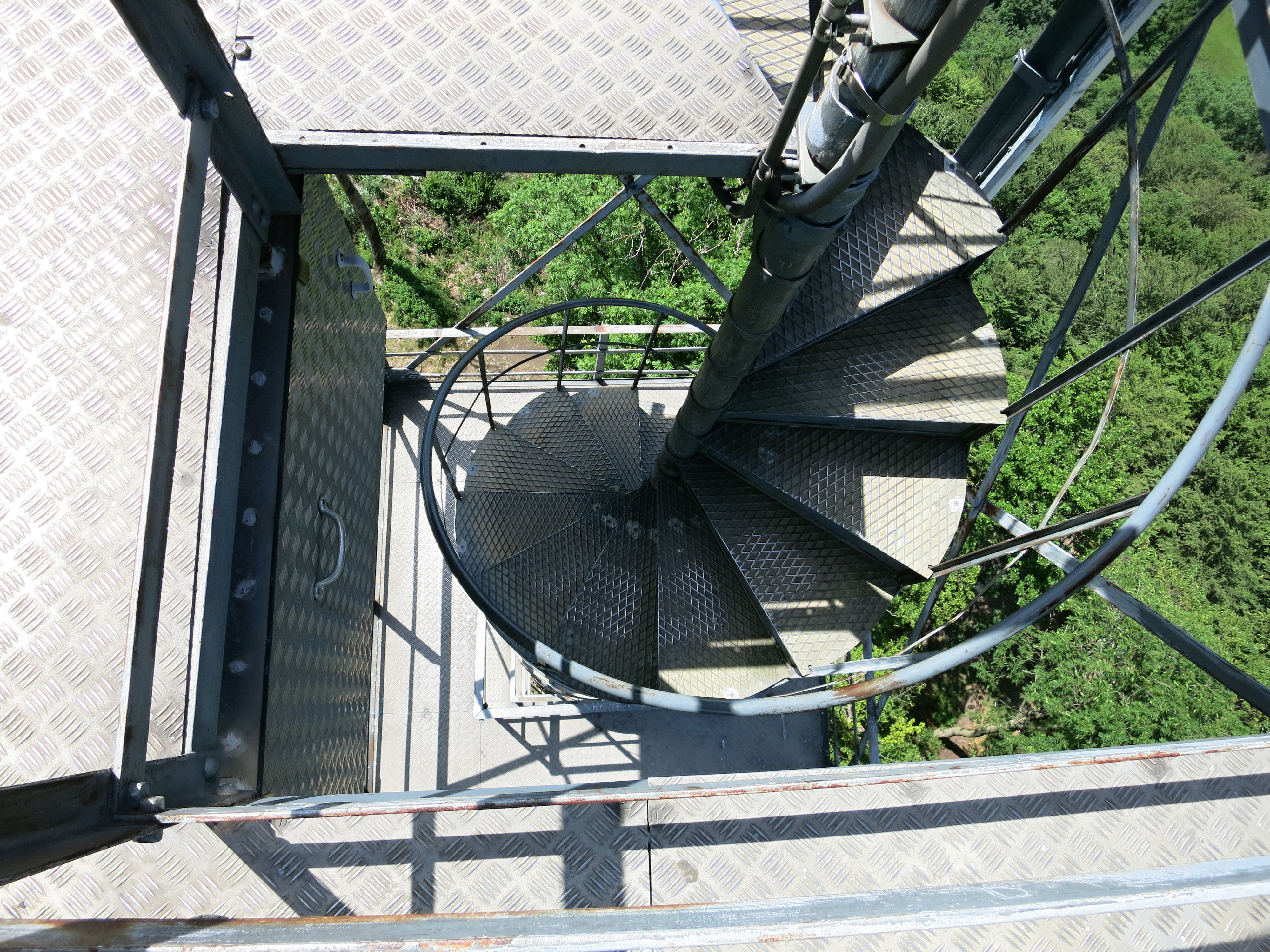
Treppen
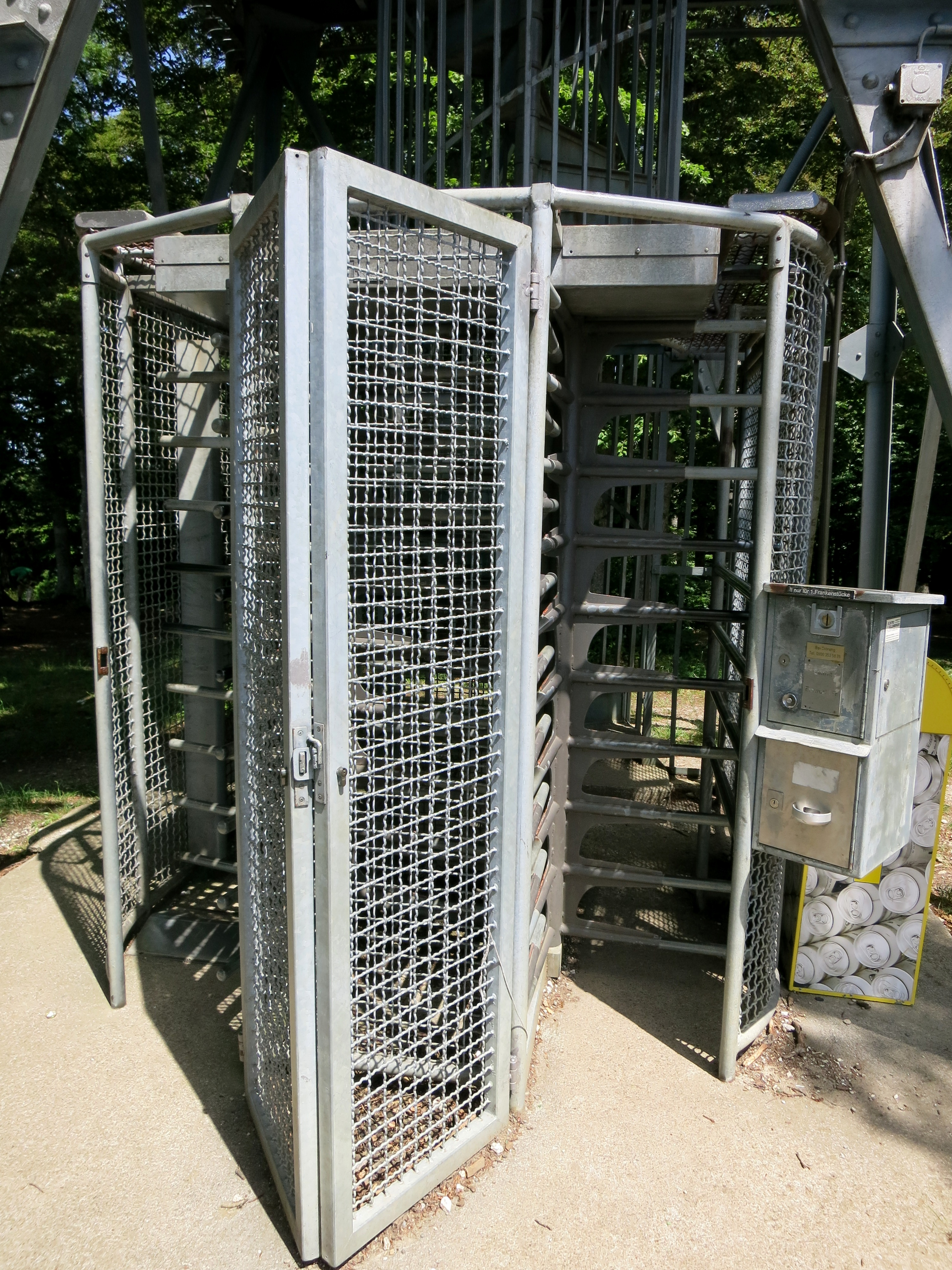
Eingang
Historisches Luftbild von Walter Mittelholzer von 1924